# Chrysobothris oregona
Chrysobothris oregona är en skalbaggsart som beskrevs av Chamberlin 1934. Chrysobothris oregona ingår i släktet Chrysobothris och familjen praktbaggar. Inga underarter finns listade i Catalogue of Life.